# トヨタ・91C-V
トヨタ・91C-V (Toyota 91C-V) は、1991年全日本スポーツプロトタイプカー耐久選手権（JSPC）参戦用にトヨタが開発したグループCカー。

## 概要
前年型の90C-Vの進化型であるが、この年はル・マン24時間レースには参加しなかったため、JSPC専用として特化したマシンである。90C-Vと同じくR36V型3.6リットルV型8気筒ツインターボエンジンをカーボン製のモノコックに搭載している。

## 戦績
チーム体制は前年と変わらず、トムス、サードが参戦したが、サードがタイヤをダンロップからトムスと同じブリヂストンに変更した。36、37号車がトムスから、38号車がサードからそれぞれエントリーした。
91C-Vは第2戦の富士1000kmでデビューした。しかし、91C-V用のフロントカウルのダウンフォースが不十分であることが判明し、フロントカウルのみ90C-Vタイプのものが使用された。また、サード・38号車は90C-Vで出場した。レースでは序盤こそトムス・37号車が首位を走るもニッサン勢が強く、ニッサン・R91CPに1-2フィニッシュを許し、トムス・36号車が3位へ入るに留まった。
第3戦、富士500マイルまでの2月半のインターバルの間に、トヨタはタイヤに負担をかけないマシンを目指して、91C-Vに大幅な改良を施した。まずコックピット脇のラジエーターの一つをフロントに移し、オイルクーラーをコックピット脇に移設し、リヤ寄りであったマシンバランスの改善を図った。さらにトムス・36号車には、先行開発型のリヤサスペンションを投入した。このモディファイによって一段とソフトなタイヤを使用できるようになり、また、ラジエーターのフロント移設によって冷却効率が上がったことで、燃費にも好影響を与え、戦闘力が大幅に上昇した。
その第3戦では、サード・38号車がトヨタ勢にとってシーズン初のポールポジションを獲得。決勝でも、レース中盤からペースを上げたトムス・36号車が終盤にニッサン・23号車を逆転、シーズン初優勝を飾った。
第4戦の鈴鹿1000kmでは、37号車、38号車、36号車の順で予選上位独占。レースはサード・38号車が優勝し、トヨタは2連勝を果たした。
続く第5戦の菅生500kmで、今度はトムス・37号車が優勝。3連勝を飾ったことにより、コンストラクターズ・ポイントでトヨタはニッサンに1ポイント差まで迫った。ドライバーズ・ポイントではトムス・36号車に乗る関谷正徳、小河等が10位に入り1ポイントを獲得。ポイント・リーダーのニッサン・23号車に乗る星野一義、鈴木利男がノーポイントに終わったことにより、同ポイントでタイトル争いの首位に立った。
雨の中で開催された第6戦の富士1000kmで、トムス・36号車はニッサン・23号車を捕まえきれず2位に終わり、トヨタはコンストラクター、ドライバーの両タイトルでニッサンに王手をかけられた。
最終戦の菅生500マイルで、トヨタは優勝すればニッサンの結果にかかわらず自力でタイトル奪取できる状況であったが、同レースに91年SWCチャンピオンマシンであったTWRジャガー・XJR-14が急遽スポット参戦することが決定。レースではXJR-14が圧倒的な速さを見せつけて優勝し、トムス・36号車は2位に入ったものの、ニッサン・23号車も3位に入り、3ポイント差でニッサンがコンストラクターズ・タイトルを獲得。ドライバーズ・タイトルの獲得もならなかった。
トヨタは91C-Vに改良を施した第3戦以降の5レースのうち4レースでニッサンに先着しており、マシン性能で91C-VはR91CPを上回り、1991年シーズンのナンバー1マシンといえた。それだけに痛恨の失冠であった。
1991年からサードのテクニカル・アドバイザーとしてトヨタのCカー開発にかかわっていたセルモの佐藤正幸は、シーズンを振り返って「ニッサンに比べエンジンで優っていたのに、シャシーで生かせなかった」と語っている。
なお、翌1992年のJSPCおよびル・マン24時間レースに92C-Vの名でエントリーしたマシンは、基本的に91C-Vであり、この年製作されたカテゴリー2（旧来のグループC）マシンは1台のみであった。1993年のル・マン24時間レースに参加した93C-Vも新車でなく、91C-Vの仕様変更版である。1994年のル・マン24時間レースに参戦し2位に入賞した94C-Vも、91C-VをLMPクラスに改造を施したマシンである。